# Stephen Warnock
Stephen Warnock (Ormskirk, 12 dicembre 1981) è un ex calciatore inglese, di ruolo difensore.

## Carriera
Warnock è un prodotto del vivaio del Liverpool.
Nel 2002 fu dato in prestito al Bradford City e l'anno dopo al Coventry City. Pur essendo nella prima squadra già dal 1998, fece il suo esordfio con la maglia dei Reds nel 2004, nei preliminari di Champions contro il Grazer AK.
Giocò molto bene come terzino e centrocampista sinistro le stagioni 2004-2005 e 2005-2006.
Segnò il suo primo gol con la maglia del Liverpool il 15 marzo 2006 nel 5-1 contro il Fulham.
Il 22 gennaio del 2007 passa al Blackburn a titolo definitivo per 1 milione e 500 000 sterline. Debutta con la nuova maglia in FA Cup nel 4-0 contro il Luton Town.
Il 31 gennaio 2007 gioca la sua prima partita in Premier League con la sua nuova maglia contro il Chelsea, segnando il suo primo gol contro il Portsmouth, nella vittoria per 3-0 dei "Rovers".
Il 15 ottobre 2011 realizza la sua prima marcatura stagionale contro il Manchester City all'ottava giornata della Premier League 2011-2012.

## Nazionale
Il 29 agosto 2005 fu convocato per la prima volta dalla Nazionale inglese, non giocando comunque nessuna partita.

## Statistiche

### Presenze e reti nei club
Statistiche aggiornate al 21 gennaio 2017.
| Stagione            | Squadra             | Campionato          | Campionato | Campionato | Coppe nazionali | Coppe nazionali | Coppe nazionali | Coppe continentali | Coppe continentali | Coppe continentali | Altre coppe | Altre coppe | Altre coppe | Totale | Totale |
| Stagione            | Squadra             | Comp                | Pres       | Reti       | Comp            | Pres            | Reti            | Comp               | Pres               | Reti               | Comp        | Pres        | Reti        | Pres   | Reti   |
| ------------------- | ------------------- | ------------------- | ---------- | ---------- | --------------- | --------------- | --------------- | ------------------ | ------------------ | ------------------ | ----------- | ----------- | ----------- | ------ | ------ |
| 2002-2003           | Bradford City       | FD                  | 12         | 1          | FACup+CdL       | 0               | 0               | -                  | -                  | -                  | -           | -           | -           | 12     | 1      |
| 2003-2004           | Coventry City       | FD                  | 44         | 3          | FACup+CdL       | 3+2             | 0               | -                  | -                  | -                  | -           | -           | -           | 49     | 3      |
| 2004-2005           | Liverpool           | PL                  | 19         | 0          | FACup+CdL       | 1+4             | 0               | UCL                | 6                  | 0                  | -           | -           | -           | 30     | 0      |
| 2005-2006           | Liverpool           | PL                  | 20         | 1          | FACup+CdL       | 2+1             | 0               | UCL                | 6                  | 0                  | SU+Cmc      | 0+1         | 0           | 30     | 1      |
| 2006-gen. 2007      | Liverpool           | PL                  | 1          | 0          | FACup+CdL       | 0+3             | 0               | UCL                | 3                  | 0                  | CS          | 0           | 0           | 7      | 0      |
| Totale Liverpool    | Totale Liverpool    | Totale Liverpool    | 40         | 1          |                 | 11              | 0               |                    | 15                 | 0                  |             | 1           | 0           | 67     | 1      |
| gen.-giu. 2007      | Blackburn           | PL                  | 13         | 1          | FACup+CdL       | 5+0             | 0               | CU                 | 2                  | 0                  | -           | -           | -           | 20     | 1      |
| 2007-2008           | Blackburn           | PL                  | 37         | 1          | FACup+CdL       | 0+2             | 0               | Int+CU             | 2+4                | 0+1                | -           | -           | -           | 45     | 2      |
| 2008-2009           | Blackburn           | PL                  | 37         | 3          | FACup+CdL       | 3+3             | 0               | -                  | -                  | -                  | -           | -           | -           | 43     | 3      |
| ago. 2009           | Blackburn           | PL                  | 1          | 0          | FACup+CdL       | 0               | 0               | -                  | -                  | -                  | -           | -           | -           | 1      | 0      |
| Totale Blackburn    | Totale Blackburn    | Totale Blackburn    | 88         | 5          |                 | 13              | 0               |                    | 8                  | 1                  |             | -           | -           | 109    | 6      |
| ago. 2009-2010      | Aston Villa         | PL                  | 30         | 0          | FACup+CdL       | 6+5             | 0+1             | UEL                | 0                  | 0                  | -           | -           | -           | 41     | 1      |
| 2010-2011           | Aston Villa         | PL                  | 19         | 0          | FACup+CdL       | 0+2             | 0               | UEL                | 1                  | 0                  | -           | -           | -           | 22     | 0      |
| 2011-2012           | Aston Villa         | PL                  | 35         | 2          | FACup+CdL       | 2+1             | 0               | -                  | -                  | -                  | -           | -           | -           | 38     | 2      |
| Totale Aston Villa  | Totale Aston Villa  | Totale Aston Villa  | 84         | 2          |                 | 16              | 1               |                    | 1                  | 0                  |             | -           | -           | 101    | 3      |
| 2012-gen. 2013      | Bolton              | FLC                 | 15         | 0          | FACup+CdL       | 0               | 0               | -                  | -                  | -                  | -           | -           | -           | 15     | 0      |
| gen.-giu. 2013      | Leeds               | FLC                 | 16         | 1          | FACup+CdL       | 1+0             | 0               | -                  | -                  | -                  | -           | -           | -           | 17     | 1      |
| 2013-2014           | Leeds               | FLC                 | 27         | 1          | FACup+CdL       | 0+1             | 0               | -                  | -                  | -                  | -           | -           | -           | 28     | 1      |
| 2014-gen. 2015      | Leeds               | FLC                 | 21         | 1          | FACup+CdL       | 0+1             | 0               | -                  | -                  | -                  | -           | -           | -           | 22     | 1      |
| Totale Leeds        | Totale Leeds        | Totale Leeds        | 64         | 3          |                 | 3               | 0               |                    | -                  | -                  |             | -           | -           | 67     | 3      |
| gen.-giu. 2015      | Derby County        | FLC                 | 7          | 0          | FACup+CdL       | 1+0             | 0               | -                  | -                  | -                  | -           | -           | -           | 8      | 0      |
| 2015-gen. 2016      | Derby County        | FLC                 | 20         | 0          | FACup+CdL       | 2+0             | 0               | -                  | -                  | -                  | -           | -           | -           | 22     | 0      |
| Totale Derby County | Totale Derby County | Totale Derby County | 27         | 0          |                 | 3               | 0               |                    | -                  | -                  |             | -           | -           | 30     | 0      |
| gen.-giu. 2016      | Wigan               | FL1                 | 11         | 0          | FACup+CdL       | -               | -               | -                  | -                  | -                  | FLT         | -           | -           | 11     | 0      |
| 2016-2017           | Wigan               | FLC                 | 27         | 0          | FACup+CdL       | 1+1             | 0               | -                  | -                  | -                  | -           | -           | -           | 29     | 0      |
| Totale Wigan        | Totale Wigan        | Totale Wigan        | 38         | 0          |                 | 2               | 0               |                    | -                  | -                  |             | -           | -           | 40     | 0      |
| Totale carriera     | Totale carriera     | Totale carriera     | 412        | 15         |                 | 53              | 1               |                    | 24                 | 1                  |             | 1           | 0           | 490    | 17     |

### Cronologia presenze e reti in nazionale
| Cronologia completa delle presenze e delle reti in nazionale ― Inghilterra | Cronologia completa delle presenze e delle reti in nazionale ― Inghilterra | Cronologia completa delle presenze e delle reti in nazionale ― Inghilterra | Cronologia completa delle presenze e delle reti in nazionale ― Inghilterra | Cronologia completa delle presenze e delle reti in nazionale ― Inghilterra | Cronologia completa delle presenze e delle reti in nazionale ― Inghilterra | Cronologia completa delle presenze e delle reti in nazionale ― Inghilterra | Cronologia completa delle presenze e delle reti in nazionale ― Inghilterra |
| Data                                                                       | Città                                                                      | In casa                                                                    | Risultato                                                                  | Ospiti                                                                     | Competizione                                                               | Reti                                                                       | Note                                                                       |
| -------------------------------------------------------------------------- | -------------------------------------------------------------------------- | -------------------------------------------------------------------------- | -------------------------------------------------------------------------- | -------------------------------------------------------------------------- | -------------------------------------------------------------------------- | -------------------------------------------------------------------------- | -------------------------------------------------------------------------- |
| 1-6-2008                                                                   | Port of Spain                                                              | Trinidad e Tobago                                                          | 0 – 3                                                                      | Inghilterra                                                                | Amichevole                                                                 | -                                                                          | 84’                                                                        |
| 17-11-2010                                                                 | Londra                                                                     | Inghilterra                                                                | 1 – 2                                                                      | Francia                                                                    | Amichevole                                                                 | -                                                                          | 72’                                                                        |
| Totale                                                                     |                                                                            | Presenze                                                                   | 2                                                                          |                                                                            | Reti                                                                       | 0                                                                          |                                                                            |

## Palmarès

### Club

#### Competizioni nazionali
- Coppa d'Inghilterra: 1

Liverpool: 2005-2006
- Coppa di Lega inglese: 1

Liverpool: 2002-2003
- Community Shield: 1

Liverpool: 2006
- Football League One: 1

Wigan: 2015-2016

#### Competizioni internazionali
- UEFA Champions League: 1

Liverpool: 2004-2005
- Supercoppa UEFA: 1

Liverpool: 2005